# Tristan Marguet
Tristan Marguet (* 22. August 1987 in Monthey) ist ein Schweizer Radsporttrainer und ehemaliger Bahn- und Strassenradrennfahrer.

## Sportliche Laufbahn
Auf der Bahn wurde Marguet zwischen 2007 und 2019 in den Disziplinen ScratchPunktefahren, Omnium, Sprint, Teamsprint, Keirin und Zweier-Mannschaftsfahren 17 mal Schweizermeister. Zusammen mit Franco Marvulli gewann er 2009 das Sechstagerennen in Tilburg und 2012 die Sei Giorni internazionale delle Rose in Fiorenzuola d’Arda. 2015 wurde Marguet vor heimischem Publikum in Grenchen Vize-Europameister im Scratch. In dieser Disziplin wurde er 2018 Dritter. Bei den Europaspielen 2019 in Minsk gewann er mit Robin Froidevaux das Zweier-Mannschaftsfahren.
Auf der Straße gewann Marguet 2009 die vierte Etappe des U23-Rennens Tour de Berlin und 2018 mit der zweiten Etappe der Tour of Black Sea sein erstes internationales Eliterennen. Ende 2021 beendete er seine aktive Radsportlaufbahn.

## Berufliches
2022 nahm Tristan Marguet eine Tätigkeit als Assistent von Bahn-Nationaltrainer Mickaël Bouget beim Schweizer Radsportverband Swiss Cycling auf. Er betreut die Nachwuchskader in den Disziplinen Strasse und Bahn. Im Juni 2023 wurde er gemeinsam mit Julien Bossens interimistischer Nachfolger von Bouget, der von Swiss Cycling freigestellt worden war.

## Doping
Im September 2011 wurde Marguet von seinem Verband Swiss Cycling nach einer positiven Dopingprobe suspendiert. Er war im Februar anlässlich des Kopenhagener Sechstagerennen positiv auf Pseudoephedrin getestet worden, einem Inhaltsstoff von Erkältungsmitteln. Die Verwendung dieser Substanz ist im Training erlaubt, nicht jedoch im Wettkampf. Er wurde deshalb für sechs Monate gesperrt.

## Privates
Mit Spitznamen wird Tristan Marguet „Titi“ genannt. Seine Schwester Noémi Marguet war ebenfalls Radsportlerin. Sie wurde 2004 Dritte bei der Schweizer Meisterschaft im Cyclocross.

## Erfolge

### Bahn
2007
- Schweizer Meister – Scratch

2009
- UIV Cup – Kopenhagen (mit Loïc Perizzolo)
- Sechstagerennen Tilburg (mit Franco Marvulli)
- Schweizer Meister – Madison (mit Alexander Aeschbach)
- UIV Cup – Amsterdam (mit Silvan Dillier)

2011
- Schweizer Meister – Teamsprint (mit Niels Knipp und Rico Zaugg)
- Schweizer Meister – Punktefahren
- Schweizer Meister – Scratch

2012
- Sechstagerennen Fiorenzuola d’Arda (mit Franco Marvulli)
- Schweizer Meister – Punktefahren

2013
- Schweizer Meister – Omnium

2014
- Schweizer Meister – Scratch
- Schweizer Meister – Sprint
- Schweizer Meister – Keirin
- Schweizer Meister – Punktefahren

2015
- Europameisterschaft – Scratch
- Schweizer Meister – Keirin

2016
- Schweizer Meister – Punktefahren
- Schweizer Meister – Scratch

2017
- Schweizer Meister – Omnium
- Schweizer Meister – Zweier-Mannschaftsfahren (mit Claudio Imhof)

2018
- Europameisterschaft – Scratch
- Schweizer Meister – Zweier-Mannschaftsfahren (mit Claudio Imhof)

2019
- Europaspielesieger – Zweier-Mannschaftsfahren (mit Robin Froidevaux)

2020
- Schweizer Meister – Ausscheidungsfahren

### Strasse
2009
- eine Etappe Tour de Berlin

2018
- eine Etappe Tour of Black Sea